# Surinamhorngroda
Surinamhorngroda (Ceratophrys cornuta) är en groda som tillhör familjen Ceratophryidae och finns i norra Sydamerika. 

## Utseende
Ovansidan kan vara färgad i grönt, brunt och beige med strimmor i mörkare bruna och gröna färger, medan låren är brunaktiga med svaga gula fläckar, och buken är ljusare gråaktig, även om strupen är mörkare färgad. Honor har ofta en mindre färgstark ovansida än hanarna, och är i regel mer enfärgat gulbruna. Kroppen är kraftig och rund, med ett kraftigt huvud och en mycket vid mun, som är bredare än kroppen är lång. Honorna kan bli upp till 12 cm långa och väga 130 g, medan hanarna når upp till 7 cm och 60 g. Arten har tydliga, spetsiga horn ovanför öonen och små, spetsiga vårtor över kroppen. Hanarna har parningsvalkar på fingrarna. 

## Utbredning
Arten finns i norra Sydamerika i Bolivia, Brasilien, Peru, Colombias Amazonbäcken, Ecuador, Franska Guyana, Guyana, Surinam och troligen också södra Venezuela.

## Vanor
Arten lever på skogsbotten i regnskogar och andra skogsområden. Det är en nattlig art som gärna gömmer sig i lövförna så endast huvudet sticker fram och väntar på det sättet i bakhåll på bytet, som både kan vara leddjur som myror och skalbaggar, men som oftast är större djur som andra grodor, mindre reptiler och smådäggdjur.

### Fortplantning
Fortplantningen äger rum efter kraftiga regn, speciellt kring början av regntiden i november. Honan lägger mellan 300 och 600 ägg, som kläcks efter 3 till 25 dagar. Ynglen, som är gulbruna med blekgrön buk, är glupska rovdjur som främst lever av andra grodyngel. De förvandlas efter omkring 3 månader. Könsmognad uppnås efter 3 till 4 år.

## Status
Surinamhorngrodan är klassificerad som livskraftig av IUCN och populationen är stabil. Några hot är ej kända, även om sällskapsdjursindustrins intresse för arten kan vara ett potentiellt sådant.